# 특정도서
특정도서(特定島嶼, Specific Islands)는 대한민국에서 《독도 등 도서지역의 생태계보전에 관한 특별법》에 따라 사람이 거주하지 아니하거나 극히 제한된 지역에만 거주하는 섬으로서 자연생태계·지형·지질·자연환경이 우수한 섬을 환경부장관이 지정하여 고시한 도서이다.

## 지정 근거
- 독도 등 도서지역의 생태계보전에 관한 특별법(이하 '독도법'이라 한다) 제4조

## 지정요건
- 화산·기생화산·계곡·하천·호소·폭포 등 경관이 뛰어난 도서
- 수자원·화석, 희귀동·식물, 멸종위기 동식물 기타 우리나라 고유의 생물종의 보존을 위하여 필요한 도서
- 야생동물의 서식지 또는 도래지로서 보전가치가 인정된 도서
- 자연림지역으로서 생태학적으로 중요한 도서
- 지형 또는 지질이 특이하여 학술적 연구 또는 보전이 필요한 도서
- 기타 생태계 보전을 위하여 환경부장관이 필요하다고 인정한 도서

## 지정권자
특정도서의 지정권자는 환경부장관과 '시·도지사'이다. 
- ｢시·도 특정도서｣의 행위제한은 조례로 정한다(독도법 제12조의3)

## 지정 절차
1. 무인도서 자연환경조사 (국립환경과학원)
2. 대상도서 선정
3. 토지소유 현황 파악 (지번·지목 및 소유자)
4. 지방자치단체·지역주민 의견수렴 (필요시 공청회 개최)
5. 관계부처 협의
6. 지정·고시 (지형·지적도면 첨부)

## 지정 현황
2018년 12월 4일까지 257개가 지정되고, 그중 2개가 해제되어 현재는 255개이다.

## 지정 목록
- 대한민국의 특정도서 (제1호 ~ 제100호)
- 대한민국의 특정도서 (제101호 ~ 제200호)
- 대한민국의 특정도서 (제201호 ~ 제300호)

## 행위 제한
「독도법」 제8조에 의거 누구든지 특정도서안에서는 다음 각호의 1에 해당하는 행위를 하거나 허가를 하여서는 아니된다.
- 건축물·공작물의 신축·개축·증축
- 개간·매립·준설 또는 간척
- 택지의 조성·토지의 형질변경·토지의 분할
- 공유수면의 매립
- 입목·죽의 벌채 또는 훼손
- 도로의 신설
- 흙·모래·자갈·돌의 채취, 광물의 채굴, 지하수의 개발
- 가축의 방목, 야생동물의 포획·살생 또는 그 알의 채취, 야생식물의 채취
- 특정도서에 서식하거나 도래하는 야생 동·식물 또는 특정도서 안에 존재하는 자연적 생성물을 그 섬 밖으로 반출하는 행위
- 특정도서 안으로 생태계 위해 외래 동·식물을 반입하는 행위
- 폐기물을 매립 또는 투기하는 행위
- 인화물질을 이용하여 음식물을 짓거나 야영을 하는 행위
- 지질·지형·자연적 생성물의 형상손괴 기타 이와 유사한 행위